# Norton Disney
Norton Disney est un village et une paroisse civile situé à la limite ouest du district de North Kesteven, dans le Lincolnshire en Angleterre.

## Démographie
La population de la paroisse civile au recensement de 2011 était de 226 habitants.

## Géographie
Elle se situe à mi-chemin entre Lincoln et Newark-on-Trent, à 3 km au sud-est de l'A46.